# Euvrilletta grossa
Euvrilletta grossa là một loài bọ cánh cứng thuộc chi Euvrilletta trong họ Ptinidae.